# Pengwan (sockenhuvudort i Kina, Jiangxi Sheng, lat 28,10, long 117,12)
Pengwan är en sockenhuvudort i Kina. Den ligger i provinsen Jiangxi, i den sydöstra delen av landet, omkring 140 kilometer sydost om provinshuvudstaden Nanchang. Antalet invånare är 10 598. Befolkningen består av 4 871 kvinnor och 5 727 män. Barn under 15 år utgör 20,0 %, vuxna 15-64 år 71 %, och äldre över 65 år 7,0 %.
Runt Pengwan är det ganska tätbefolkat, med 222 invånare per kvadratkilometer. Närmaste större samhälle är Yingtan, 19,5 km nordväst om Pengwan. I omgivningarna runt Pengwan växer i huvudsak blandskog.
Genomsnittlig årsnederbörd är 2 741 millimeter. Den regnigaste månaden är juni, med i genomsnitt 480 mm nederbörd, och den torraste är oktober, med 37 mm nederbörd.